# Amy Shark
Amy Louise Billings, conocida como Amy Shark (Gold Coast, Queensland, 14 de mayo de 1986), es una cantante y compositora australiana. Saltó a la fama con su sencillo «Adore», el cual se posicionó en el número dos del Triple J Hottest 100 en 2016.

## Biografía
Billings creció en Gold Coast y asistió al Southport State High School durante su adolescencia. Actualmente reside en Broadbeach Waters con su esposo Shane y ha estado activa como música en YouTube desde 2014.

## Carrera musical

### 2014-presente: Comienzos y álbum debut
En julio de 2014, lanzó su canción debut llamada «Spits on Girls», la cual obtuvo una gran cantidad de visualizaciones en YouTube. En 2016, Billings ganó en la categoría Canción Pop del Año en los Queensland Music Awards por su canción «Golden Fleece», la cual había lanzado en febrero de ese año, y se embarcó en una gira nacional. En julio de 2016, Billings publicó su sencillo «Adore», bajo la producción de M-Phazes and Cam Bluff, junto con un cover del tema «Miss You Love» de la agrupación australiana Silverchair para Like a Version.
«Adore» recibió aceptación importante en Triple J, lo cual dio pasó a una batalle entre grandes sellos discográficos, siendo Sony Music Australia el ganadora, y con quienes Billings firmó en noviembre de 2016. Billings dijo "Después de conocer el equipo Wonderlick y Denis Handlin en Sony, me sentí en casa. Estoy emocionada de enfocar toda mi energía en mi música ahora".
En enero de 2017, Billings se convirtió en uno de los dos favoritos para obtener el primer lugar en Triple J Hottest 100 junto a la canción «Never Be Like You» de Flume; más tarde, fue votado en segundo lugar. En marzo, Billings publicó su segundo sencillo «Weekends» seguido de su EP debut Night Thinker alcanzando la posición dos en el ARIA Charts. En abril de 2017 ganó en las categorías "Artista del Año" y "Canción del Año" en los Gold Coast Music Awards. A comienzos de noviembre de 2017, Billings fue nombrada la "siguiente artista Apple Music" por Apple Music, y el 15 de noviembre fue incluida en The Late Late Show with James Corden interpretando su canción "Adore" el cual volvió a interpretar el 13 de mayo en "The Tonight Show Starring Jimmy Fallon". En marzo de 2018, Billings participó con la canción «Sink In» para la banda sonora de la película Love, Simon. La banda sonora debutó en el número 37 del Billboard 200.

## Discografía
Álbum de estudio
- 2018: Love Monster
- 2021: Cry Forever
- 2024: Sunday Sadness